# نورث امریکن بی-۲۵ میچل
نورث امریکن بی-۲۵ میچل (به انگلیسی: North American B-25 Mitchell) یک هواپیمای ساختِ کارخانهٔ نورث امریکن اوییشن در کشور ایالات متحده آمریکا است. نخستین استفاده‌کنندهٔ این هواپیما نیروی هوایی ایالات متحده آمریکا بوده‌است. این هواپیما برای نخستین بار در ۱۹ اوت ۱۹۴۰ میلادی مورد استفاده قرار گرفت. این هواپیما بنام سرهنگ بیلی میچل نامگذاری شده است.

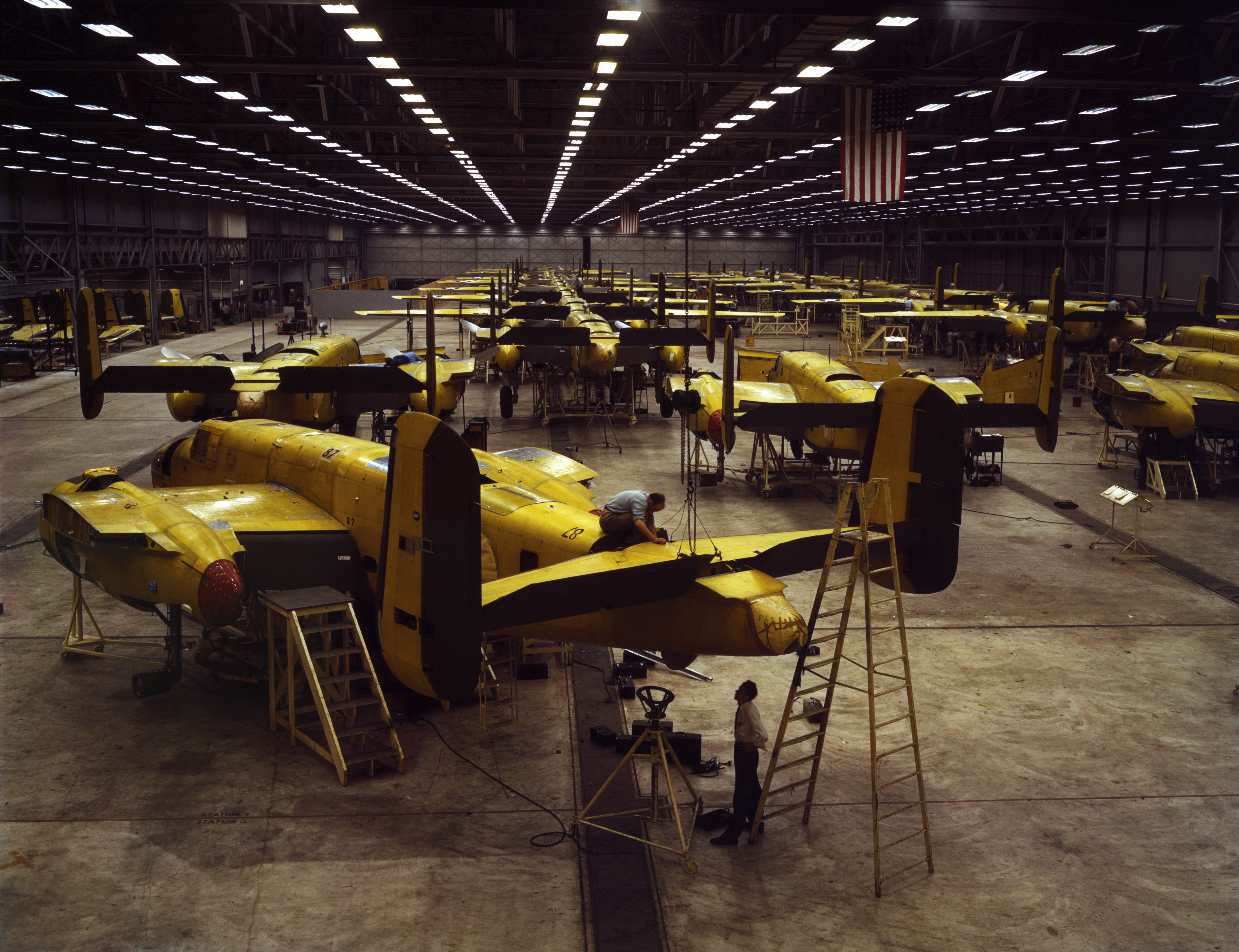
کارخانه در سال ۱۹۴۲ در شهر کانزاس سیتی